# Освајачи олимпијских медаља у атлетици — 10.000 метара за жене
Освајачи олимпијских медаља у атлетици за жене у дисциплини 10.000 метара приказани су у следећој табели. Ова дисциплина уведена је у програм атлетских такмичења на Олимпијским играма 1988. у Сеулу. Навише успеха у појединачној конкуренцији су имале Етиопљанке Дерарту Тулу и Тирунеш Дибаба са по две златне и једном бронзаном медаљом. У екипној конкуренцији најбоља је репрезентација Етиопије са 11 освојених медаља од којих 5 су златне, 2 сребрне и 4 бронзане.
| Олимпијске игре             | Злато                             | Злато           | Сребро                              | Сребро      | Бронза                                      | Бронза       |
| --------------------------- | --------------------------------- | --------------- | ----------------------------------- | ----------- | ------------------------------------------- | ------------ |
| Сеул 1988. детаљи           | Олга Бондаренко · Совјетски Савез | 31:05,21 ОР     | Лиз Маколган · Уједињено Краљевство | 31:08,44    | Јелена Жупијева · Совјетски Савез           | 31:19,82     |
| Барселона 1992. детаљи      | Дерарту Тулу · Етиопија           | 31:06,02        | Елена Мајер Јужноафричка република  | 31:11,75    | Лин Џенингс · Сједињене Америчке Државе     | 31:19,89     |
| Атланта 1996. детаљи        | Фернанда Рибеиро · Португалија    | 31:01,33 ОР     | Ванг Ђунсја · Кина                  | 31:02,39    | Гете Вами · Етиопија                        | 31:06,65     |
| Сиднеј 2000. детаљи         | Дерарту Тулу · Етиопија           | 30:17,49 ОР     | Гете Вами · Етиопија                | 30:22,48    | Фернанда Рибеиро · Португалија              | 30:22,88     |
| Атина 2004. детаљи          | Хуејна Синг · Кина                | 30:24,36        | Еџагајеху Дибаба · Етиопија         | 30:24,98    | Дерарту Тулу · Етиопија                     | 30:26,42     |
| Пекинг 2008. детаљи         | Тирунеш Дибаба · Етиопија         | 29:54,66 ОР     | Елван Абејлегесе · Турска           | 29:56,34 ЕР | Шалејн Фланаган · Сједињене Америчке Државе | 30:22,22 САР |
| Лондон 2012. детаљи         | Тирунеш Дибаба · Етиопија         | 30:20,75        | Сали Кипјего · Кенија               | 30:26,37    | Вивијан Черијот · Кенија                    | 30:30,44     |
| Рио де Женеиро 2016. детаљи | Алмаз Ајана · Етиопија            | 29:17,45 СР, ОР | Вивијан Черијот · Кенија            | 29:32,53    | Тирунеш Дибаба · Етиопија                   | 29:42,56     |
| Токио 2020. детаљи          | Сифан Хасан Холандија             | 29:55.32        | Калкидан Гезахегне Бахреин          | 29:56.18    | Летесенбет Гидеј Етиопија                   | 30:01.72     |
| Париз 2024. детаљи          | Беатрис Чебет Кенија              | 30:43,25        | Надија Батоклети Италија            | 30:43,35    | Сифан Хасан Холандија                       | 30:44,12     |
| Лос Анђелес 2028.           |                                   |                 |                                     |             |                                             |              |

## Биланс медаља, жене 10.000 м
После ЛОИ 2024.
| Ранг | Држава                    | Злато | Сребро | Бронза | Укупно |
| ---- | ------------------------- | ----- | ------ | ------ | ------ |
| 1.   | Етиопија                  | 5     | 2      | 4      | 11     |
| 2.   | Кина                      | 1     | 1      | 0      | 2      |
| 3.   | Португалија               | 1     | 0      | 1      | 2      |
| 3.   | Совјетски Савез           | 1     | 0      | 1      | 2      |
| 5.   | Холандија                 | 1     | 0      | 1      | 2      |
| 6.   | Кенија                    | 1     | 2      | 1      | 4      |
| 7.   | Турска                    | 0     | 1      | 0      | 1      |
| 7.   | Јужноафричка Република    | 0     | 1      | 0      | 1      |
| 7.   | Уједињено Краљевство      | 0     | 1      | 0      | 1      |
| 7.   | Бахреин                   | 0     | 1      | 0      | 1      |
| 7.   | Италија                   | 0     | 1      | 0      | 1      |
| 12.  | Сједињене Америчке Државе | 0     | 0      | 2      | 2      |
|      | Укупно 12 земаља          | 10    | 10     | 10     | 30     |